# Josef Sonnenschein
Josef Sonnenschein (* 10. Oktober 1915 in Bocholt; † 19. August 1978) war ein deutscher Politiker (CDU). Er war von 1954 bis 1966 Mitglied des Landtags von Nordrhein-Westfalen.

## Leben
Josef Sonnenschein schloss die Schule mit dem Abitur ab. Er absolvierte anschließend sein Philologie-Studium an Universitäten in Münster, München und Berlin. Im Jahr 1939 wurde er Studienreferendar, später musste er Kriegsdienst im Zweiten Weltkrieg leisten. Nach dem Krieg wurde er Gymnasiallehrer, im Jahr 1947 Studienassessor, ab 1950 Studienrat in Bocholt und ab 1956 Oberstudiendirektor und Direktor des Gymnasium Remigianum in Borken.
Im März 1947 gehörte Sonnenschein zu den Gründungsmitgliedern der Bocholter Jungen Union. Er war ab 1947 CDU-Kreisvorsitzender im Stadtkreis Bocholt. Bei den Landtagswahlen 1954, 1958 und 1962 wurde Sonnenschein jeweils als Direktkandidat der CDU im Wahlkreis 78 (Borken-Bocholt) in den nordrhein-westfälischen Landtag gewählt. Er war Abgeordneter vom 13. Juli 1954 bis zum 23. Juli 1966. Von Oktober 1958 bis Juli 1966 war Sonnenschein Vorsitzender des Grenzausschusses des Landtags.